# 甲府市立池田小学校
甲府市立池田小学校（こうふしりつ いけだしょうがっこう）は、山梨県甲府市長松寺町にある公立小学校。

## 沿革
- 1872年（明治5年） - 学制公布に伴い、甲府市内の長松寺内が借用されて開校。第1大学区第43番中学区中巨摩第5区第33番池田学校。
- 1873年（明治6年） - 公立小学校長松寺学校。
- 1890年（明治23年） - 松島尋常小学校の池田分校。
- 1898年（明治31年） - 松島尋常小学校より分離独立して池田尋常小学校。
- 1913年（大正2年） - 高等科が併置され、山梨師範学校付属小学校代用池田尋常高等小学校。
- 1941年（昭和16年） - 池田国民学校。
- 1981年（昭和56年） - 学区が一部分離され、新田小学校が開校。

## 学校周辺
- 東海大学付属甲府高等学校
- 山梨県立甲府城西高等学校
- 山梨県立甲府支援学校
- 山梨県立甲府西高等学校

## アクセス
- 甲府駅南口4番乗り場より山梨交通バス20・25・57・76・83・90・98系統に乗車、長松寺町バス停下車徒歩5分